# Grupo de conexión
En ingenieríael grupo de conexión es el método de  la Comisión Electrotécnica Internacional (IEC) para categorizar las diferentes configuraciones de conexiones de los bobinados de alta tensión y baja tensión en un transformador trifásico. El grupo de conexión indica la configuración de los bobinados y la diferencia en ángulo de fase entre ellos. Por ejemplo, un transformador formado por un bobinado de alta tensión en estrella y un bobinado de baja tensión en triángulo en adelanto de 330 grados se denota como Yd11.
Las fases de un transformador polifásico se pueden conectar internamente de maneras diferentes, dependiendo de las características requeridas para el transformador. En un sistema trifásico,  puede ser necesario conectar un sistema de tres cables a un sistema de cuatro cables, o viceversa. Debido a esto, los transformadores se fabrican con una variedad de configuraciones de bobinados para conseguir estos requisitos.
Si se conectan los bobinados de forma diferente, se producirán diferentes ángulos de fase entre los voltajes de los bobinados. Para conectar varios transformadores en paralelo, todos deben tener el mismo grupo de conexión, en caso contrario se producirán corrientes circulantes y otras perturbaciones en el sistema.

## Símbolos

Ejemplo de grupo de conexión. El lado de alta tensión está conectado en estrella. El lado de baja tensión está conectado en triángulo. El desfase es de 330° (11*30°).

El grupo de conexión proporciona una manera sencilla de indicar cómo están hechas las conexiones internas de un transformador. En el sistema adoptado por el IEC, el grupo de conexión está indicado por un código que consta de dos o tres letras, seguidos por uno o dos dígitos numéricos. Las letras indican la configuración de los bobinados como sigue:
- D o d: Conexión en Triángulo.
- Y o y: Conexión en Estrella.
- Z o z: Conexión en Zigzag.
- III o iii: Conexión independiente.
- N (En mayúscula): Indica que en el lado de alta tensión, hay un punto accesible donde conectar un conductor neutro.
- n (En minúscula): Indica que en el lado de baja tensión, hay un punto accesible donde conectar un conductor neutro.

En el código de conexión del IEC, cada letra corresponde a un bobinado. El bobinado de alta tensión se designa con letra mayúscula, seguido del bobinado de baja tensión con letra minúscula. Los dígitos que siguen los códigos de letra indican la diferencia en ángulo de fase entre los bobinados, tomando el bobinado de alta tensión como referencia. El número está en unidades de 30 grados.
Por ejemplo, un transformador con un grupo de conexión Dy1 tiene un bobinado de alta tensión en triángulo y un bobinado de baja tensión en estrella. El ángulo de fase del bobinado de baja tensión está retrasado 30 grados respecto del bobinado de alta tensión.
Hay que tener en cuenta que el lado de alta tensión se escribe siempre antes que el de baja tensión, sea cual sea el primario o el secundario del transformador. Esto significa que el símbolo de grupo de conexión  siempre comienza con una letra mayúscula.

## Desfase

Diagrama fasorial de un transformador con conexionado Dy5.

El desfase se toma siempre en sentido de las agujas del reloj (convención adoptada internacionalmente) e indica múltiplos de retraso de 30 grados de la baja tensión utilizando el lado de alta tensión como la referencia. Este número se conoce como índice horario.
Así 1 = 30°, 2 = 60°, 3 = 90°, 6 = 180° y 12 = 0° o 360°.
Hay que tener en cuenta que para obtener el índice horario hay que comparar los ángulos de fase de las tensiones de línea (es decir, la tensión fase-fase o línea-línea), no la tensión de fase (fase-neutro o línea-neutro).